# Onansila
Onansila is een bestuurslaag in het regentschap Kupang van de provincie Oost-Nusa Tenggara, Indonesië. Onansila telt 408 inwoners (volkstelling 2010).